# RasenBallsport Leipzig 2023-2024 (femminile)
Questa voce raccoglie le informazioni riguardanti il RasenBallsport Leipzig nelle competizioni ufficiali della stagione 2023-2024.

## Divise e sponsor
La grafica delle tenute da gioco era la stessa adottata dalla squadra maschile del RB Lipsia. Lo sponsor tecnico per la stagione 2023-2024 è Nike.
|  | Casa | Trasferta | 3ª tenuta |

## Organigramma societario
Tratto dal sito societario.
Area tecnica
- Allenatore: Şaban Uzun
- Co-allenatore: Anja Mittag, Marius Nowoisky
- Allenatore dei portieri: Michael Gurski
- Preparatore atletico: Maximilian Ewald

## Rosa
Rosa, ruoli e numeri di maglia come da sito ufficiale, aggiornati al 15 ottobre 2023.
| N. |                     | Ruolo | Calciatrice         |
| -- | ------------------- | ----- | ------------------- |
| 1  | Germania (bandiera) | P     | Gina Schüller       |
| 2  | Germania (bandiera) | D     | Frederike Kempe     |
| 3  | Germania (bandiera) | D     | Josefine Schaller   |
| 4  | Germania (bandiera) | D     | Nina Räcke          |
| 7  | Slovenia (bandiera) | C     | Korina Janež        |
| 8  | Germania (bandiera) | C     | Gianna Rackow       |
| 9  | Austria (bandiera)  | A     | Katja Wienerroither |
| 10 | Germania (bandiera) | A     | Vanessa Fudalla     |
| 11 | Germania (bandiera) | C     | Barbara Brecht      |
| 12 | Svizzera (bandiera) | P     | Elvira Herzog       |
| 13 | Germania (bandiera) | A     | Sandra Starke       |
| 15 | Austria (bandiera)  | D     | Julia Magerl        |
| 16 | Austria (bandiera)  | D     | Michela Croatto     |

| N. |                     | Ruolo | Calciatrice        |
| -- | ------------------- | ----- | ------------------ |
| 17 | Svizzera (bandiera) | A     | Lydia Andrade      |
| 19 | Germania (bandiera) | C     | Jenny Hipp         |
| 20 | Germania (bandiera) | D     | Victoria Krug      |
| 21 | Germania (bandiera) | D     | Julia Landenberger |
| 23 | Germania (bandiera) | A     | Kyra Spitzner      |
| 24 | Germania (bandiera) | D     | Fatma Sakar        |
| 25 | Germania (bandiera) | P     | Eve Boettcher      |
| 26 | Germania (bandiera) | C     | Luca Maria Graf    |
| 27 | Germania (bandiera) | A     | Marlene Müller     |
| 29 | Germania (bandiera) | D     | Julia Pollak       |
| 32 | Germania (bandiera) | A     | Mia Werner         |
| 33 | Germania (bandiera) | C     | Zoè Werner         |

## Calciomercato

### Sessione estiva
| Acquisti | Acquisti            | Acquisti      | Acquisti    |
| R.       | Nome                | da            | Modalità    |
| -------- | ------------------- | ------------- | ----------- |
| D        | Michela Croatto     | Sturm Graz    |             |
| D        | Julia Magerl        | Sturm Graz    |             |
| D        | Julia Landenberger  | Bayern Monaco | definitivo  |
| D        | Julia Pollak        | Bayern Monaco | definitivo  |
| D        | Nina Räcke          | SGS Essen     | [ 5 ]       |
| A        | Lydia Andrade       | Meppen        |             |
| A        | Sandra Starke       | Wolfsburg     |             |
| A        | Katja Wienerroither | Grasshopper   | [ 6 ] [ 7 ] |

| Cessioni | Cessioni          | Cessioni        | Cessioni   |
| R.       | Nome              | a               | Modalità   |
| -------- | ----------------- | --------------- | ---------- |
| D        | Christina Beck    |                 | svincolata |
| D        | Johanna Kaiser    |                 | ritirata   |
| D        | Anika Metzner     | Carl Zeiss Jena |            |
| D        | Louise Ringsing   | Næstved         |            |
| D        | Fatma Sakar       |                 | svincolata |
| C        | Lea Mauly         | Austria Vienna  |            |
| A        | Medina Dešić      | Norimberga      |            |
| A        | Larissa Schreiber |                 | ritirata   |

### Sessione invernale
| Acquisti | Acquisti      | Acquisti            | Acquisti |
| R.       | Nome          | da                  | Modalità |
| -------- | ------------- | ------------------- | -------- |
| D        | Lara Marti    | Bayer Leverkusen    | [ 8 ]    |
| A        | Mimmi Larsson | Kansas City Current | [ 9 ]    |

| Cessioni | Cessioni      | Cessioni   | Cessioni |
| R.       | Nome          | a          | Modalità |
| -------- | ------------- | ---------- | -------- |
| P        | Gina Schüller | Djurgården | [ 10 ]   |

## Risultati

### Frauen-Bundesliga

#### Girone di andata
| Arbitro: | Lutz (Poppenhausen) |

|                      |           |            |
| Schimmer 5’ Beck 62’ | Marcatori | 12’ Starke |

| Arbitro: | Schwermer (Ballenstedt) |

|                            |           |                         |
| Fudalla 15’, 77’ Kempe 23’ | Marcatori | 6’ Kowalski 90+7’ Maier |

| Arbitro: | Hussein (Bad Harzburg) |

|                                            |           |             |
| Dunst 71’ Freigang 86’ (rig.) Wamser 90+2’ | Marcatori | 27’ Andrade |

| Arbitro: | Rafalski (Gudensberg) |

|  |           |                        |
|  | Marcatori | 38’ Pajor 84’ Endemann |

| Arbitro: | Duske (Leverkusen) |

|  |           |                               |
|  | Marcatori | 8’ Gwinn 14’, 42’ Damnjanović |

| Arbitro: | Breier (Zerf) |

|                   |           |            |
| Halverkamps 90+1’ | Marcatori | 9’ Andrade |

| Arbitro: | Diekmann (Essen) |

|  |           |                                               |
|  | Marcatori | 2’ Matheis 31’, 81’, 86’ Weidauer 40’ Lührßen |

| Arbitro: | Heidenreich (Bad Schwartau) |

|              |           |             |
| Wieder 90+3’ | Marcatori | 78’ Fudalla |

| Lipsia 8 dicembre 2023, ore 18:30 CET 9ª giornata | RB Lipsia           | 0 – 0 referto | Norimberga | RB-Trainingszentrum Cottaweg (978 spett.)\| Arbitro: \| Westerhoff (Bochum) \| |
| Arbitro:                                          | Westerhoff (Bochum) |               |            |                                                                                |

| Arbitro: | Heidenreich (Bad Schwartau) |

|                 |           |             |
| Cazalla 6’, 62’ | Marcatori | 82’ Andrade |

| Arbitro: | Schwermer (Ballenstedt) |

|  |           |                      |
|  | Marcatori | 34’ Zicai 90+2’ Egli |

#### Girone di ritorno
| Arbitro: | Michel (Magonza) |

|                       |           |                         |
| Fudalla 8’ Müller 75’ | Marcatori | 90+1’ (rig.) Wiankowska |

| Arbitro: | Menzel (Hambrücken) |

|                                              |           |                                        |
| Elmazi 3’ Kowalski 25’ (rig.), 51’ Rieke 60’ | Marcatori | 14’ Larsson 26’, 28’ Fudalla 39’ Kempe |

| Arbitro: | Wildfeuer (Lützen) |

|                    |           |             |
| Fudalla 11’, 90+1’ | Marcatori | 90+2’ Chiba |

| Arbitro: | Heidenreich (Bad Schwartau) |

|                                                         |           |  |
| Freigang 67’ Hegering 24’ Brand 40’, 89’ Jonsdottir 56’ | Marcatori |  |

| Arbitro: | Lutz (Poppenhausen) |

|                                                |           |  |
| Harder 2’, 63’ Schüller 4’, 19’ Dallmann 90+2’ | Marcatori |  |

| Arbitro: | Diekmann (Essen) |

|                                  |           |  |
| Hipp 42’ (rig.), 69’ Andrade 62’ | Marcatori |  |

| Arbitro: | Menzel (Hambrücken) |

|              |           |            |
| Weidauer 57’ | Marcatori | 18’ Brecht |

| Arbitro: | Breier (Zerf) |

|             |           |  |
| Larsson 83’ | Marcatori |  |

| Arbitro: | Hussein (Bad Harzburg) |

|  |           |                    |
|  | Marcatori | 34’ (rig.) Fudalla |

| Arbitro: | Wildfeuer (Lützen) |

|                                 |           |  |
| Fudalla 11’ Starke 64’ Krug 79’ | Marcatori |  |

| Arbitro: | Wacker (Lehrensteinsfeld) |

|                        |           |             |
| Minge 29’ Campbell 60’ | Marcatori | 42’ Larsson |

### DFB-Pokal
| Arbitro: | Westerhoff (Bochum) |

|               |           |                                                                            |
| Orschmann 40’ | Marcatori | 20’, 78’ Fudalla 22’ Starke 52’ Landenberger 65’, 74’ Andrade 85’ Spitzner |

| Arbitro: | Breier (Zerf) |

|                                      |           |  |
| Janssens 8’ Cazalla 58’ Harsch 90+5’ | Marcatori |  |

## Statistiche

### Statistiche di squadra
| Competizione         | Punti | In casa | In casa | In casa | In casa | In casa | In casa | In trasferta | In trasferta | In trasferta | In trasferta | In trasferta | In trasferta | Totale | Totale | Totale | Totale | Totale | Totale | DR  |
| Competizione         | Punti | G       | V       | N       | P       | Gf      | Gs      | G            | V            | N            | P            | Gf           | Gs           | G      | V      | N      | P      | Gf     | Gs     | DR  |
| -------------------- | ----- | ------- | ------- | ------- | ------- | ------- | ------- | ------------ | ------------ | ------------ | ------------ | ------------ | ------------ | ------ | ------ | ------ | ------ | ------ | ------ | --- |
| Frauen-Bundesliga    | 26    | 11      | 6       | 1       | 4       | 14      | 16      | 11           | 1            | 4            | 6            | 12           | 25           | 22     | 7      | 5      | 10     | 26     | 41     | -15 |
| DFB-Pokal der Frauen | -     | -       | -       | -       | -       | -       | -       | 2            | 1            | 0            | 1            | 7            | 3            | 2      | 1      | 0      | 1      | 7      | 3      | +4  |
| Totale               | -     | 11      | 6       | 1       | 4       | 14      | 16      | 13           | 2            | 4            | 7            | 19           | 28           | 24     | 8      | 5      | 11     | 33     | 44     | -11 |

### Andamento in campionato
| Giornata  | 1 | 2 | 3 | 4 | 5 | 6 | 7 | 8 | 9 | 10 | 11 | 12 | 13 | 14 | 15 | 16 | 17 | 18 | 19 | 20 | 21 | 22 |
| --------- | - | - | - | - | - | - | - | - | - | -- | -- | -- | -- | -- | -- | -- | -- | -- | -- | -- | -- | -- |
| Luogo     | T | C | T | C | C | T | C | T | C | T  | C  | C  | T  | C  | T  | T  | C  | T  | C  | T  | C  | T  |
| Risultato | P | V | P | P | P | N | P | N | N | P  | P  | V  | N  | V  | P  | P  | V  | N  | V  | V  | V  | P  |
| Posizione |   |   |   |   |   |   |   |   |   |    |    |    |    |    |    |    |    | 9  | 9  | 8  | 7  | 8  |

Legenda:

Luogo: C = Casa; T = Trasferta. Risultato: V = Vittoria; N = Pareggio; P = Sconfitta.

### Statistiche delle giocatrici
| Giocatore        | Frauen-Bundesliga | Frauen-Bundesliga | Frauen-Bundesliga | Frauen-Bundesliga | DFB-Pokal der Frauen | DFB-Pokal der Frauen | DFB-Pokal der Frauen | DFB-Pokal der Frauen | Totale   | Totale | Totale      | Totale     |
| Giocatore        | Presenze          | Reti              | Ammonizioni       | Espulsioni        | Presenze             | Reti                 | Ammonizioni          | Espulsioni           | Presenze | Reti   | Ammonizioni | Espulsioni |
| ---------------- | ----------------- | ----------------- | ----------------- | ----------------- | -------------------- | -------------------- | -------------------- | -------------------- | -------- | ------ | ----------- | ---------- |
| L. Andrade       | 22                | 4                 | 4                 | 0                 | 2                    | 2                    | 0                    | 0                    | 24       | 6      | 4           | 0          |
| E. Böttcher      | -                 | -                 | -                 | -                 | -                    | -                    | -                    | -                    | -        | -      | -           | -          |
| B. Brecht        | 19                | 1                 | 2                 | 0                 | 1                    | 0                    | 0                    | 0                    | 20       | 1      | 2           | 0          |
| M. Croatto       | 16                | 0                 | 1                 | 0                 | 2                    | 0                    | 1                    | 0                    | 18       | 0      | 2           | 0          |
| V. Fudalla       | 22                | 10                | 2                 | 0                 | 2                    | 2                    | 0                    | 0                    | 24       | 12     | 2           | 0          |
| L. Graf          | 16                | 0                 | 1                 | 0                 | 1                    | 0                    | 0                    | 0                    | 17       | 0      | 1           | 0          |
| R. Grunenberg    | -                 | -                 | -                 | -                 | -                    | -                    | -                    | -                    | -        | -      | -           | -          |
| E. Herzog        | 22                | -41               | 2                 | 0                 | 2                    | -7                   | 1                    | 0                    | 24       | -48    | 3           | 0          |
| J. Hipp          | 20                | 2                 | 3                 | 0                 | 2                    | 0                    | 0                    | 0                    | 22       | 2      | 3           | 0          |
| K. Janež         | 13                | 0                 | 2                 | 0                 | 1                    | 0                    | 0                    | 0                    | 14       | 0      | 2           | 0          |
| F. Kempe         | 15                | 2                 | 0                 | 0                 | 2                    | 0                    | 0                    | 0                    | 17       | 2      | 0           | 0          |
| V. Krug          | 21                | 1                 | 4                 | 0                 | 2                    | 0                    | 1                    | 0                    | 23       | 1      | 5           | 0          |
| J. Landenberger  | 18                | 0                 | -                 | 1                 | 1                    | 1                    | 0                    | 0                    | 19       | 1      | 0           | 1          |
| M. Larsson       | 11                | 3                 | 1                 | 0                 | -                    | -                    | -                    | -                    | 11       | 3      | 1           | 0          |
| J. Magerl        | 5                 | 0                 | 0                 | 0                 | -                    | -                    | -                    | -                    | 5        | 0      | 0           | 0          |
| L. Marti         | 6                 | 0                 | 2                 | 0                 | -                    | -                    | -                    | -                    | 6        | 0      | 2           | 0          |
| M. Müller        | 21                | 1                 | 4                 | 0                 | 2                    | 0                    | 1                    | 0                    | 23       | 1      | 5           | 0          |
| J. Pollak        | 18                | 0                 | 4                 | 0                 | 2                    | 0                    | 0                    | 0                    | 20       | 0      | 4           | 0          |
| N. Räcke         | 15                | 0                 | 2                 | 0                 | 2                    | 0                    | 0                    | 0                    | 17       | 0      | 2           | 0          |
| G. Rackow        | 9                 | 0                 | 1                 | 0                 | -                    | -                    | -                    | -                    | 9        | 0      | 1           | 0          |
| F. Şakar         | 5                 | 0                 | 0                 | 0                 | 2                    | 0                    | 0                    | 0                    | 7        | 0      | 0           | 0          |
| J. Schaller      | 8                 | 0                 | 1                 | 0                 | 2                    | 0                    | 0                    | 0                    | 10       | 0      | 1           | 0          |
| G. Schüller      | -                 | -                 | -                 | -                 | -                    | -                    | -                    | -                    | -        | -      | -           | -          |
| K. Spitzner      | 10                | 0                 | 1                 | 0                 | 2                    | 1                    | 0                    | 0                    | 12       | 1      | 1           | 0          |
| S. Starke        | 21                | 2                 | 5                 | 0                 | 2                    | 1                    | 0                    | 0                    | 23       | 3      | 5           | 0          |
| M. Werner        | 5                 | 0                 | 0                 | 0                 | -                    | -                    | -                    | -                    | 5        | 0      | 0           | 0          |
| Z. Werner        | -                 | -                 | -                 | -                 | -                    | -                    | -                    | -                    | -        | -      | -           | -          |
| K. Wienerroither | -                 | -                 | -                 | -                 | -                    | -                    | -                    | -                    | -        | -      | -           | -          |